# سیارک ۸۶۹۸
سیارک ۸۶۹۸ (به انگلیسی: 8698 Bertilpettersson، نامگذاری:1993FT41) هشت هزار و ششصد و نود و هشتمین سیارک کشف شده‌است که در ۱۹ مارس ۱۹۹۳ کشف شد.
قدر مطلق سیارک برابر ۳۳.۸ است.